# Teinobasis aerides
Teinobasis aerides là một loài chuồn chuồn kim trong họ Coenagrionidae.
Teinobasis aerides được Lieftinck miêu tả khoa học năm 1962.